# Klosstjärnen (Järna socken, Dalarna, 670990-141196)
Klosstjärnen är en sjö i Vansbro kommun i Dalarna och ingår i Dalälvens huvudavrinningsområde.